# Афрото, Мустафа
Мустафа Эльхади, более известный, как Мустафа Афрото (21 февраля 1989, Каир, Египет) — египетский футболист, играющий на позиции полузащитника, нападающего выступающий за клуб «Эль-Шаркия». Экс-игрок молодёжной сборной Египта.

## Карьера
Афрото дебютировал на профессиональном уровне 12 февраля 2010 года, когда он заменил Осаму Хосни на 63-й минуте, когда его команда проигрывала клубу «Иттихад Аль Шурта». Афрото забил эффектный мяч со штрафного удара в том матче. Данный гол вдохновил его товарищей по команде на победу со счетом (4:2), заработав пенальти, забитый его товарищем по команде Мохамедом Самиром, а также забил свой второй гол на 90-й минуте в захватывающем возвращении. Болельщики «Аль-Ахли» за подобную игру, скандировали имя игрока до конца матча.